# Luchthaven Split

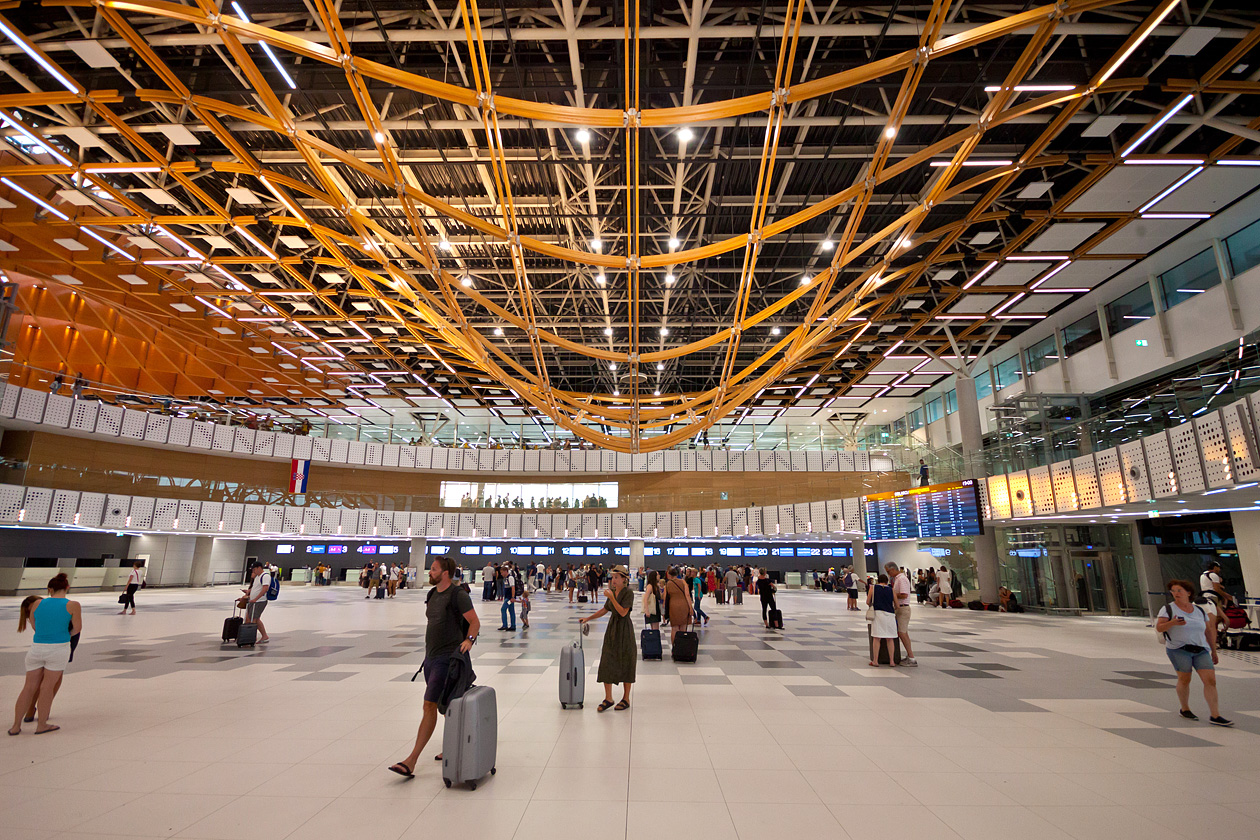
Split Airport nieuwe terminal

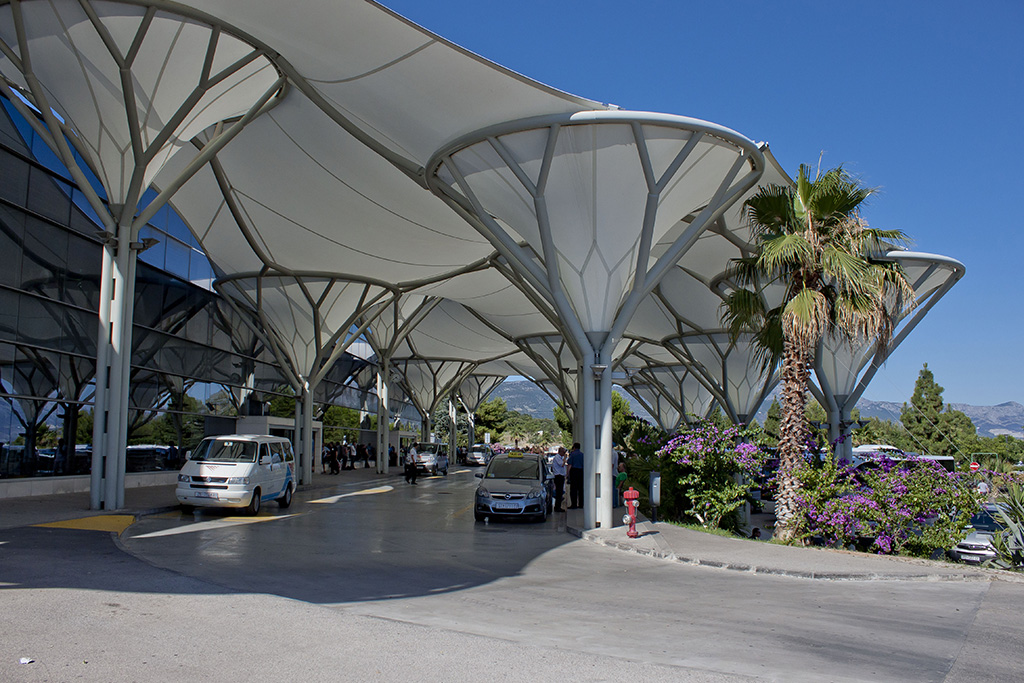
Split Airport oude terminal

Luchthaven Split (IATA: SPU, ICAO: LDSP) is een luchthaven in Midden-Dalmatië in Kroatië. Het ligt 19 kilometer ten westen van de stad Split aan de westkant van Kaštela Bay, in de stad Kaštela, en strekt zich uit in de aangrenzende stad Trogir. Het bevindt zich 10 kilometer ten noorden van het eiland Šolta. Met 3,3 miljoen passagiers in 2019 is het de 2e luchthaven van Kroatië, na Zagreb. Tevens is het een hub voor Croatia Airlines, die vanuit Split vele bestemmingen aanvliegen.

## Geschiedenis
Het eerste vliegveld was een vliegveld waarbij de vliegtuigen opstegen vanaf gras. Het bevond zich in Sinj, 25 kilometer ten noorden van Split. De eerste commerciële route vond plaats in 1931. Deze werden uitgevoerd door Aeroput, afkomstig uit het voormalige Joegoslavië. Split werd verbonden met onder andere Belgrado. 
In de jaren zestig verhuisde de luchthaven van Sinj naar Resnik. Het nieuwe luchthavencomplex, ontworpen door architect Darko Stipevski, werd op 25 november 1966 geopend. Het platform had afmetingen van slechts 200 x 112 m en 6 parkeerplaatsen met een geplande capaciteit van 150.000 passagiers. In 1968 stond het passagiersaantal al op 150.737 en in 1969 op 235.000. In 1967 werd het platform voor de eerste keer uitgebreid met 10 vliegtuigen. Een nieuw groter terminalgebouw, ontworpen door architect Branko Gruica (Projektant, Mostar), werd gebouwd en in 1979 geopend om het verkeer voor de 8e mediterrane spelen in september in Split onder te brengen. Het grootste vooroorlogse passagiersaantal werd in 1987 bereikt met in totaal 1.151.580 passagiers en 7.873 landingen.
In 1991 daalden de passagierscijfers tot bijna nul, toen de oorlog in het voormalige Joegoslavië uitbrak. In de jaren die volgden, waren het grootste deel van het verkeer NAVO- en VN-vrachtvliegtuigen, zoals de C-5 Galaxy, MD-11, Boeing 747 en C-130 Hercules. Na 1995 begonnen de burgerlijke verkeerscijfers opnieuw te stijgen, en ten slotte overtroffen ze in 2008 het record van 1987.

## Toekomstplannen
Sinds het begin van de 21e eeuw vragen de zomerpieken om uitbreiding van de luchthavencapaciteit. De bouw van de terminal zou aanvankelijk in de herfst van 2012 van start gaan, waardoor de totale luchthavencapaciteit zou uitkomen op 3,5 miljoen passagiers, maar werd vertraagd met de bouw vanaf januari 2017 en de nieuwste schatting voor de oplevering is het zomerseizoen van 2019. Als de gehele uitbreiding is voltooid, heeft Resnik een nieuwe terminal, parkeerterrein en platform. Na de uitbreiding van de terminalcapaciteit zijn er nieuwe taxibanen gepland om de capaciteit van de startbaan te vergroten. 

## Militaire doeleinden
De luchthaven was en wordt gebruikt door de Kroatische luchtmacht (Hrvatsko Ratno Zrakoplovstvo i Protuzrakoplovna Obrana, HRZiPZO) en het leger. Dit heeft zijn eigen infrastructuur ten zuiden van het vliegveld en noemt de basis "Divulje-Split". In de jaren vijftig werd een ondergrondse hangar ten westen van de aanvoerweg naar de E65 gebouwd met de naam "Objekat Cetina". De luchtbasis heeft een groot platform voor 10 helikopters. De twee in- en uitgangen worden 10-15 m in de rots gesneden. Er is plaats voor ongeveer 10-20 gevechtsvliegtuigen in de hersteltunnel. Vandaag de dag wordt de restauratietunnel gebruikt door de MiG-21 van de Kroatische luchtmacht.

## Bestemmingen en luchtvaartmaatschappijen
Vanaf Split worden er voornamelijk bestemmingen in Duitsland, het Verenigd Koninkrijk en Scandinavië aangevlogen. Rotterdam wordt aangevlogen door Transavia en Amsterdam-Schiphol door easyJet en KLM. Brussels Airlines voert vluchten uit naar Brussel en ook TUI fly (België) vliegt op de luchthaven. Zij voeren vluchten uit vanaf Antwerpen. Alle vluchten vanuit Nederland en België zijn seizoensgebonden en worden enkel aangevlogen in het hoogseizoen.